# Kondratijev ciklus
Kondratijev ciklus označava dugoročne gospodarske cikluse svjetskog gosodarstva nazvani po ruskom ekonomistu Nikolaju Kondratijevu. U svojoj knjizi Dugi valovi u ekonomskom životu iz 1925. godine tvrdio je da je prepoznao te dugotrajne gospodarske cikluse. 
Njegov koncept dugotrajnih valova dovodi do spoznaje da je kapitalizam dugotrajno stabilan sustav. Marksistička ideologija tvrdi da je kapitalizam sustav koji se urušava. 
Zbog svojih znanstvenih tvrdnji Kondratijev je završio u gulagu i strijeljan 1938. godine. 